# Roman Abraham

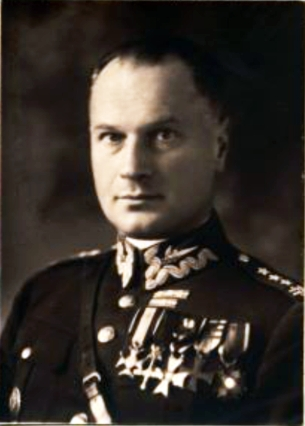
Brigadegeneral Roman Abraham

Roman Józef Abraham (* 28. Februar 1891 in Lemberg, Österreich-Ungarn; † 26. August 1976 in Warschau) war ein polnischer Brigadegeneral.

## Leben
Abraham absolvierte eine Ausbildung zum Offizier der Landstreitkräfte Österreich-Ungarns und nahm am Ersten Weltkrieg teil. Er trat 1918 in die Landstreitkräfte der Zweite Polnische Republik ein und nahm zwischen 1918 und 1919 am Polnisch-Ukrainischen Krieg sowie im Anschluss von 1919 bis 1921 am Polnisch-Sowjetischen Krieg teil. Er wurde 1922 zum Oberstleutnant befördert, wobei diese Beförderung auf den 1. Juni 1919 zurückdatiert wurde. Er war als solcher zwischen 1922 und 1927 Instrukteur an der Höheren Kriegsschule Wyższa Szkoła Wojenna in Warschau sowie anschließend von 1927 bis 1928 Kommandeur des 26.  Ulanen-Regiments „Jan Karol Chodkiewicz“ (26 Pułk Ułanów Wielkopolskich) in Baranowicze. Nach seiner Beförderung zum Oberst am 1. Januar 1928 war er von 1929 bis 1933 Kommandeur der Kavalleriebrigade in Toruń sowie später zwischen 1937 und 1939 Kommandeur der Kavalleriebrigade in Bydgoszcz, wo er am 19. März 1938 zum Brigadegeneral befördert wurde.
1939 war Abraham zunächst Kommandeur der Kavalleriebrigade „Großpolen“ (Wielkopolska Brygada Kawalerii) und zu Beginn des Zweiten Weltkrieges beim Überfall auf Polen, der Schlacht an der Bzura sowie der Schlacht um Warschau Kommandierender General der Operativen Kavalleriegruppe (Zbiorcza Brygada Kawalerii). Nach der Niederlage Polens gegen die Wehrmacht befand er sich von 1939 bis 1945 in deutscher Kriegsgefangenschaft.
Für seine langjährigen militärischen Verdienste wurde Abraham unter anderem durch die Zweite Polnische Republik 1921 mit dem Silbernen Kreuz des Virtuti Militari und nach dem Krieg 1963 mit dem Goldenen Kreuz des Virtuti Militari, 1970 mit dem Kommandeurskreuz des Orden Polonia Restituta, weiters mit dem Verdienstkreuz der Republik Polen und dem Tapferkeitskreuz ausgezeichnet. Im Ausland erhielt er u. a. den Ordre des Palmes Académiques, den Leopoldsorden und den Stern von Rumänien.

## Weblink
- Eintrag in generals.dk

| Personendaten    | Personendaten                             |
| ---------------- | ----------------------------------------- |
| NAME             | Abraham, Roman                            |
| ALTERNATIVNAMEN  | Abraham, Roman Józef (vollständiger Name) |
| KURZBESCHREIBUNG | polnischer Brigadegeneral                 |
| GEBURTSDATUM     | 28. Februar 1891                          |
| GEBURTSORT       | Lemberg, Österreich-Ungarn                |
| STERBEDATUM      | 26. August 1976                           |
| STERBEORT        | Warschau                                  |